# クリスティアン・ベルディ
クリスティアン・ベルディ（Cristian Beldi, 1958年2月18日 - ）は、ルーマニア出身のピアノ奏者。
ブカレストの生まれ。リュドミラ・ポピステアヌ、カルロ・ゼッキ、ハリー・ダティナーの各氏に師事。セニガッリア国際ピアノ・コンクール、トマソーニ国際ピアノ・コンクール、アレッサンドロ・カーサグランデ国際ピアノ・コンクール、ウィリアム・カペル国際ピアノ・コンクール、ホセ・イトゥルビ国際ピアノ・コンクールのそれぞれに上位入賞を果たす。1996年からロベルト・シューマン大学デュッセルドルフ、2000年からケルン音楽大学の各大学で教鞭をとる。